# 盛中国
盛 中国（せい ちゅうごく、Sheng Zhong-guo、1941年〈民国30年〉 - 2018年9月7日）は、中華人民共和国のヴァイオリニスト。中国のユーディ・メニューインと称された。

## 経歴
1941年重慶生まれ、祖籍は江西省臨川。父・ 雪は有名なヴァイオリンの教授、母・朱冰はソプラノ歌手という音楽一家に生まれ、5歳でヴァイオリンを習い始め、神童として名を馳せた。
1954年に中央音楽学院附属中学に入学。1960年、モスクワに留学し、モスクワ音楽院でレオニード・コーガンに師事した。1962年のチャイコフスキー国際コンクールヴァイオリン部門で特別栄誉賞を受賞。
1964年に帰国し、中央楽団にソリストとして入団。しかし文化大革命により西洋の曲の演奏を禁じられるなど迫害を受け、農作業の強制労働にも従事する。この時期には演奏を許可された『梁山伯と祝英台 (ヴァイオリン協奏曲)』の演奏活動も行なっている。
1986年、第3回日本国際音楽コンクールの審査のために来日し、ピアニスト瀬田裕子と知り合う。以後世界各地で共演を果たし、1994年に結婚。「オシドリ共演」と呼ばれた演奏会を数多く開催し、日中友好に努めた。1999年、日本政府から外務大臣表彰を授かる。 
2018年9月7日、心臓発作により北京にて死去。旭日小綬章追贈。

## 家族・親族
- 父：盛雪はヴァイオリン教師。
- 母：朱冰はソプラノ歌手。
- 妻：日本人ピアニストの瀬田裕子（せた・ひろこ）[2]。